# Sinbad de Zeeman

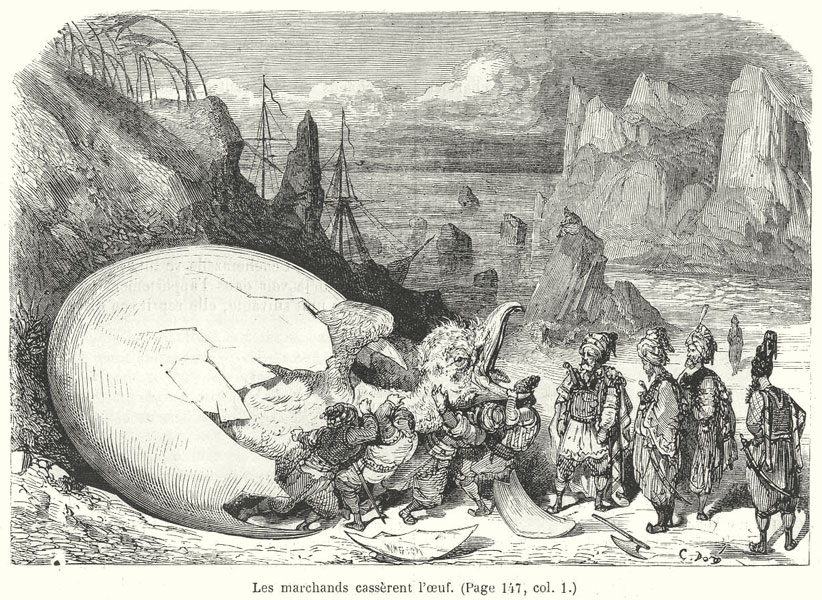
De vijfde reis van Sinbad de zeeman.

Sinbad (of Sindbad) de Zeeman (Arabisch: سندباد البحري Sindibādu al-Bahriyy, Perzisch: سُنباد بحری Sonbād-e Bahri) de hoofdpersoon en de verteller van zeven sprookjes uit de verhalen van Duizend-en-een-nacht.
Sinbad is, zoals zijn naam al aangeeft, een zeeman, die leefde ten tijde van het Kalifaat van de Abbasiden. Zijn naam is Perzisch voor "heer van de Sindh (rivier)". Tijdens de zeven zeereizen die Sinbad maakt, beleeft hij vele avonturen; zeer sterke verhalen die gelijkenissen vertonen met de belevenissen van Odysseus en de baron von Münchhausen.

## Het verhaal
Het verhaal is een raamvertelling. Op een dag, tijdens de regering van kalief Haroen ar-Rashid, puft de kruier Sinbad uit van zijn zware werk in een steegje in Bagdad, en beklaagt zich bij God, omdat hij zo hard moet werken voor weinig geld en arm blijft, terwijl anderen rijk geboren worden en blijven. Dit wordt gehoord door de eigenaar van het naburige huis, toevallig ook Sinbad geheten, die hem binnenroept en hem uitlegt hoe hij aan zijn rijkdom is gekomen. Iedere dag vertelt hij over een van zijn reizen, waarna hij de kruier 100 gouden dinar schenkt.

### Eerste reis

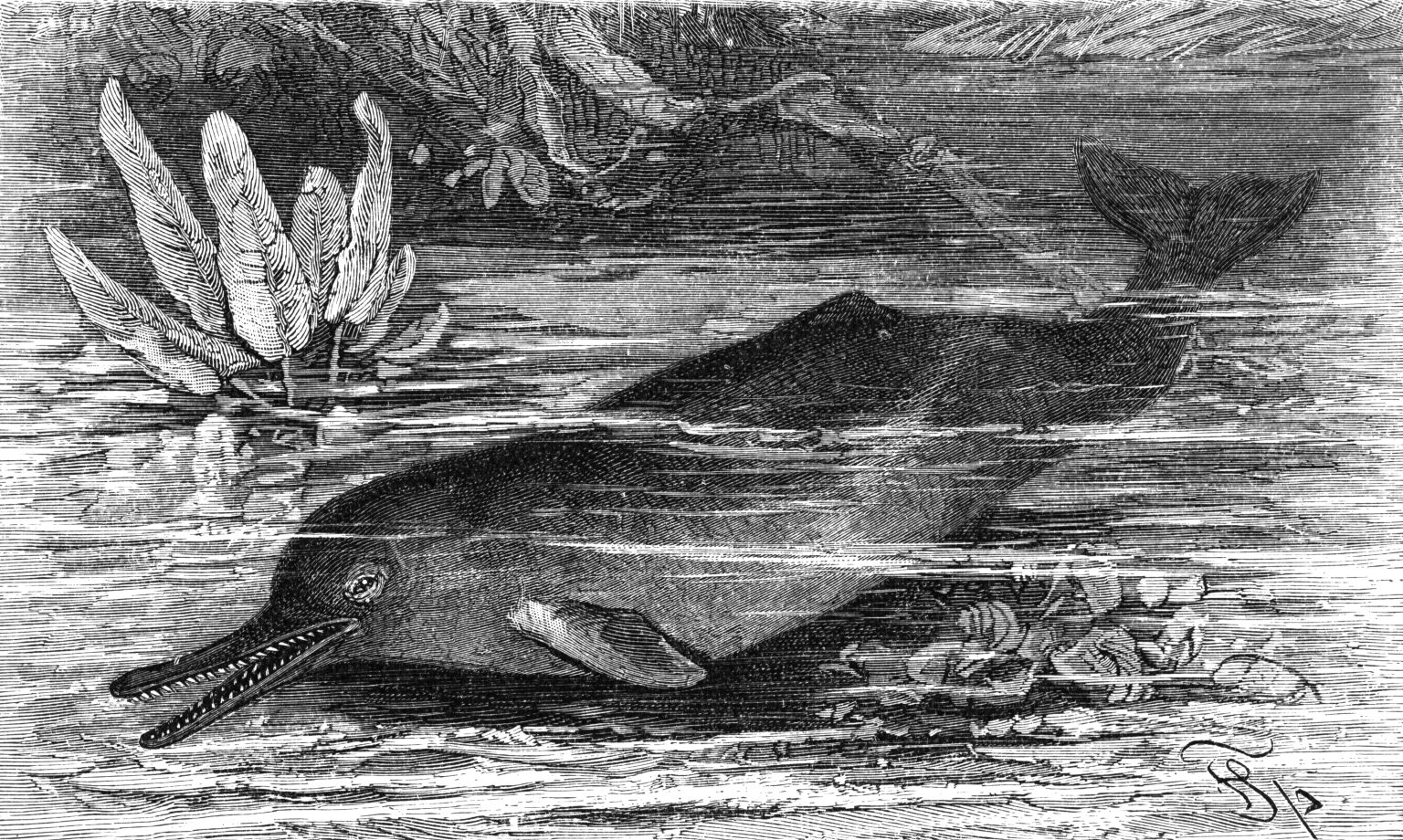
Een zeewezen van Sinbads eerste reis.

Sinbad is de zoon van een schatrijke koopman. Wanneer zijn vader sterft, erft Sinbad al zijn geld. Doordat Sinbad het geld echter al snel opmaakt aan grote feesten, moet hij al gauw zelf aan de slag om geld te verdienen. Hij besluit om te gaan handelen op zee. Hij brengt lading aan boord in Basra om die te kunnen verhandelen. Sinbads schip legt aan bij een eiland, maar wanneer de bemanning een vuurtje stookt blijkt het eiland een grote vis te zijn die zo lang stil had gelegen dat er planten op zijn rug groeiden. Het beest duikt, de bemanning springt aan boord en vaart weg, en in alle haast wordt Sinbad achtergelaten. Hij spoelt uiteindelijk aan op een zwaar bebost eiland. Op dit eiland redt hij bij toeval de merrie van de koning van een mythisch zeepaard, en vanaf dan staat hij in blakende gunst bij de vorst. Later meert zijn oude schip af waarop Sinbad zijn bezittingen terugeist en aan de koning schenkt. De koning geeft hem hierop zulke kostbare geschenken dat Sinbad na verkoop rijker is dan hij ooit is geweest en in Bagdad een leven van weelde kan leiden.

### Tweede reis
Het luxeleventje gaat Sinbad geleidelijk vervelen, en opnieuw vaart Sinbad uit. Evenals de eerste keer wordt hij per ongeluk door de bemanning achtergelaten. Hij komt in een kloof terecht die krioelt van de gigantische slangen waarop jacht wordt gemaakt door de vogel Roc. Hij staat doodsangsten uit en ziet op een gegeven moment dat handelaren vanaf de rotswand stukken vlees in de kloof gooien. Het blijkt dat de kloofbodem namelijk ook bezaaid is met diamanten. De vleesbrokken, waaraan de diamanten blijven kleven, worden namelijk door de Roc meegenomen naar haar nest. Daar verjagen de handelaren, die immers op deze manier zelf niet de gevaarlijke kloof in hoeven, de vogel met veel lawaai, en stelen het vlees met daarin de diamanten. Sinbad bindt zichzelf vast aan een stuk vlees, wordt meegenomen door de vogel Roc en ontzet door de handelaren. Hij keert terug naar Bagdad met een fortuin aan diamanten.

### Derde reis
Al snel verveelt Sinbad zich en gaat opnieuw op reis. Het schip legt aan op een eiland waarop zich een slot bevindt. Dit wordt bewoond door een cycloop, die de groep opsluit en iedere avond de dikste van de bemanningsleden opeet. Sinbad en de twee overgebleven metgezellen weten de reus met gloeiende zwaarden blind te steken. De groep ontsnapt aan de cycloop en diens soortgenoten op een vlot naar een ander eiland. Daar komt iedere nacht een slang een van de metgezellen opeten tot Sinbad alleen over is. Hij bekleedt zijn hele lichaam met hout zodat de slang hem niet kan bijten of opeten en ten slotte opgeeft. Sinbad wordt door een passerend schip gered, en dit blijkt het schip van zijn tweede reis te zijn. Sinbad eist zijn eigendommen op en weet ze met veel winst te verhandelen.
De geschiedenis met de cycloop lijkt sterk op het verhaal van Odysseus en Polyphemos uit de Odyssee.

### Vierde reis
Sinbad verveelt zich na verloop van tijd opnieuw en vaart uit, maar lijdt schipbreuk. De inheemse bewoners van het eiland zijn zeer vriendelijk en geven de bemanning goed te eten. Net op tijd merkt Sinbad dat het kruid dat ze de bemanning te eten geven ervoor zorgt dat ze hun verstand verliezen, waarna de wilden hen vetmesten en opeten. Sinbad weigert dan ook het kruid te eten, en de kannibalen verliezen hun belangstelling voor hem. Hij weet te ontsnappen naar een ander eiland, waar hij in de gunst van de koning weet te komen door de stijgbeugel te introduceren, die in dit land nog niet bekend was. De koning neemt hem aan als raadgever en regelt een mooie, rijke en lieve vrouw voor hem.
Sinbads vrouw komt helaas door een ziekte al snel te overlijden, en dan ontdekt Sinbad dat in dit land het de gewoonte is dat na de dood van een van de echtelieden de ander levend meebegraven wordt. Hij en zijn vrouw worden mooi aangekleed en gedecoreerd met de beste juwelen, waarna ze met een kleine voorraad water en brood in een massagraf worden opgesloten. Wanneer na Sinbad nog een koppel begraven wordt, slaat hij de nog levende echtgenote dood en steelt haar water- en broodrantsoen. Dit gaat zo een tijdje door tot Sinbad wilde dieren ontdekt die zich aan de lijken tegoeddoen. Hij volgt hen naar buiten en de grot blijkt een uitgang naar de zee te hebben. Sinbad neemt zo veel juwelen mee van de doden als hij kan dragen, wordt gered, en keert opnieuw nog rijker naar Bagdad terug.

### Vijfde reis
De geschiedenis herhaalt zich: Sinbad verlangt opnieuw naar de zee, en naar vreemde landen en volken. Opnieuw scheept hij zich te Basra in. Na enige dagen ziet de bemanning een vreemde witte bal. Sinbad herkent dit als het ei van de Roc en probeert de bemanning aan te raden nu weg te gaan nu het nog kan. De bemanning breekt het ei echter en het kuiken wordt opgegeten. De woedende ouders achtervolgen het schip en bombarderen het met rotsen, waarop het zinkt.
Sinbad spoelt aan op een eiland, waar hij al snel een oude man ontmoet - de Oude Man van de Zee. De grijsaard wil dat Sinbad hem een eindje op de rug draagt, en Sinbad helpt de oude man graag. Echter, de man stapt niet meer af en dreigt Sinbad met zijn sterke armen en benen te wurgen. Vanaf dat moment moet hij de man dragen, terwijl deze hem als een paard berijdt en aanspoort. 's Nachts slaapt de man met de armen en benen nog even strak om Sinbads lichaam zodat ontsnappen niet mogelijk is. Om het zware werk te verlichten vergist Sinbad vruchtensap, en drinkt dit. Wanneer de oude man nieuwsgierig wordt biedt Sinbad hem ook wat aan. Omdat de oude man geen alcohol gewend is wordt hij zo dronken dat Sinbad hem kan afgooien en ontsnappen.
Sinbad ontsnapt naar een stad die geterroriseerd wordt door apen. Hij scheept zich in, met medeneming van een grote hoeveelheid kostbare kokosnoten, en keert naar Bagdad terug.

### Zesde reis
Sinbad is gelukkig met zijn luxeleventje, maar toch begint het na verloop van tijd weer te kriebelen. Sinbad scheept zich opnieuw in en lijdt wederom schipbreuk. Er is niets te eten in het land, en uiteindelijk sterven alle bemanningsleden van de honger behalve hijzelf. Sinbad ontdekt een beek die een grot instroomt, en besluit een vlot te bouwen en de beek af te varen. De beek blijkt kostbare edelstenen in de bedding te bevatten. Ook vindt Sinbad een grote hoeveelheid kostbare barnsteen. De beek leidt naar een grote stad waar Sinbad de koning ontmoet. De stad blijkt Serendib te heten en het eiland is Sri Lanka. Sinbad vertelt de koning over zijn vaderland, waar de wijze kalief Haroen ar-Rashid regeert. De koning stuurt Sinbad hierop naar huis met een grote hoeveelheid kostbare geschenken voor de kalief.

### Zevende reis
Enige tijd is Sinbad nu het varen beu, en zelfs een afbeelding van een schip wekt zijn weerzin op. Sinbad heeft nu meer dan genoeg van reizen, maar op een dag ziet hij een zeeman, ruikt de geur van zout en reizen, en besluit toch weer een laatste keer uit te varen. Hij scheept zich opnieuw in en lijdt opnieuw schipbreuk. Sinbad weet met de overlevenden al snel een grote stad te bereiken, de thuishaven van een van de overlevenden. Hij trouwt met de dochter van deze rijke koopman. De koopman overlijdt vrij snel hierna, Sinbad en zijn dochter erven diens vermogen, en leiden een plezierig leven in de stad. Dan blijkt dat alle mannen iedere maand vleugels krijgen, en wegvliegen. Zeer tegen de zin van zijn vrouw vraagt Sinbad of hij een keer mee mag, en de mannen stemmen toe op voorwaarde dat Sinbad de hele tocht zijn mond houdt. De mannen vliegen, met Sinbad in de armen van een van hen, zo hoog dat ze de engelen horen die de lof van God zingen. Sinbad is zo onder de indruk dat hij God prijst. Hierdoor schiet er direct een bliksemstraal uit de hemel die de vogelmannen bijna verzengt. Woedend omdat Sinbad toch zijn mond heeft opengedaan zetten ze hem op een afgelegen bergtop af. Daar ontmoet hij twee jongelingen die God dienen en hem een gouden staf geven. Terug in de stad blijkt dat alle inwoners behalve Sinbads vrouw en haar vader boosaardige geesten, djinni zijn. Sinbad en zijn vrouw verkopen al hun bezittingen en reizen terug naar Bagdad om daar een rustig leven te leiden.
In een variant op het verhaal van de zevende reis vraagt de kalief Sinbad om nog een laatste keer uit te varen omdat hij de koning van Serendib op zijn beurt een geschenk wil aanbieden. Sinbad, die al zoveel ontberingen heeft geleden, wil eigenlijk niet en vertelt de kalief van zijn eerdere reizen. De kalief toont begrip maar Sinbad durft toch niet een bevel in de wind te slaan en vertrekt toch. Op de terugweg lijdt hij opnieuw schipbreuk en wordt gevangengenomen en tot slaaf gemaakt. Hij moet op olifanten jagen maar wordt door de olifantenkoning gegrepen en naar een olifantenkerkhof gebracht. Zodoende kan hij een grote hoeveelheid ivoor meenemen en zijn meester is zo blij dat hij Sinbad vrijlaat en hem een deel van het ivoor laat houden. Sinbad keert zodoende nog rijker terug naar Bagdad, brengt de groeten van de koning van Serendib over aan de kalief, en dankt God nadien.

### Nadien
Na het zevende verhaal geeft Sinbad de Zeeman zijn arme naamgenoot een laatste gift, zodat deze nu 700 dinar rijker was en een bescheiden vermogen heeft. Sinbad de kruier beseft nu dat de rijkdom zijn naamgenoot zeker niet is komen aanwaaien en neemt zijn eerdere woorden terug. Sinbad de Zeeman nodigt Sinbad de kruier uit om vaker langs te komen, en sindsdien zijn beide Sinbads goede vrienden.

## Sinbad in andere media
De verhalen van Sinbad zijn vele malen bewerkt voor film en televisie:
- Sinbad the Sailor (1935) geregisseerd door Ub Iwerks
- Popeye the Sailor Meets Sindbad the Sailor (1936)
- Sinbad the Sailor (1947)
- Son of Sinbad (1955)
- The 7th Voyage of Sinbad (1958)
- Arabian naito: Shindobaddo no bôken (1962) (animatiefilm)
- Captain Sindbad (1963)
- Sindbad contro i sette saraceni (Italiaanse film, buiten Italië uitgebracht als Ali Baba and the Seven Saracens) (1964)
- Sinbad Jr. (1965)
- Sindbad Alibaba Aladin (1965)
- Szindbád (Hongaarse film, 1971)
- Dobrodruství námorník a Sindinbáda (Tsjechië, 1971)
- Sehzade Sinbad kaf daginda (Turkije, 1971)
- Sinbad and the Caliph of Baghdad (1973)
- The Golden Voyage of Sinbad (1973)
- Sinbad de zeeman (Arabian Naitsu: Shinbaddo No Bôken, animatieserie)
- Sinbad and the Eye of the Tiger (1977)
- Sinbad of the Seven Seas (1989)
- Sinbad (animatiefilm, 1993)
- The Fantastic Voyages of Sinbad the Sailor (1996–1998)
- The Adventures of Sinbad (animatieserie, 1996–98)
- Sinbad: The Battle of the Dark Knights (1998)
- Sinbad: Beyond the Veil of Mists (2000)
- Sinbad: Legend of the Seven Seas (2003)
- The 7 Adventures of Sinbad (2010) door The Asylum
- Sinbad and The Minotaur (2011) met Manu Bennett
- Sinbad (2012)
- Magi: Adventure of Sinbad (2016) (animeserie)

Verder bestaan er meerdere niet-Amerikaanse films waarbij in de Engelstalige nasynchronisatie de naam van de hoofdpersoon is veranderd naar "Sinbad", maar die niks met de verhalen over Sinbad te maken hebben. Een voorbeeld is de Russische film Sadko.

## Attractieparken
Het sprookje wordt in sommige attractieparken uitgebeeld. Voorbeelden zijn:
- Sindbad's Storybook Voyage, een darkride in Tokyo DisneySea
- Vogelrok, een achtbaan en Sirocco, een theekopjesattractie in de Efteling
- Sinbadland attractiepark in Bagdad in Irak